# حارة الصعدي (الصافية)

تعديل مصدري - تعديل

حارة الصعدي هي إحدى حارات حي الصافية بمديرية الصافية إحد مديريات العاصمة اليمنية صنعاء، بلغ تعداد سكانها 5257 نسمة حسب تعداد اليمن لعام 2004.